# Felsenreitschule
La Escuela de Equitación de la Roca (en alemán, Felsenreitschule) es un espacio escénico del Festival de Salzburgo.

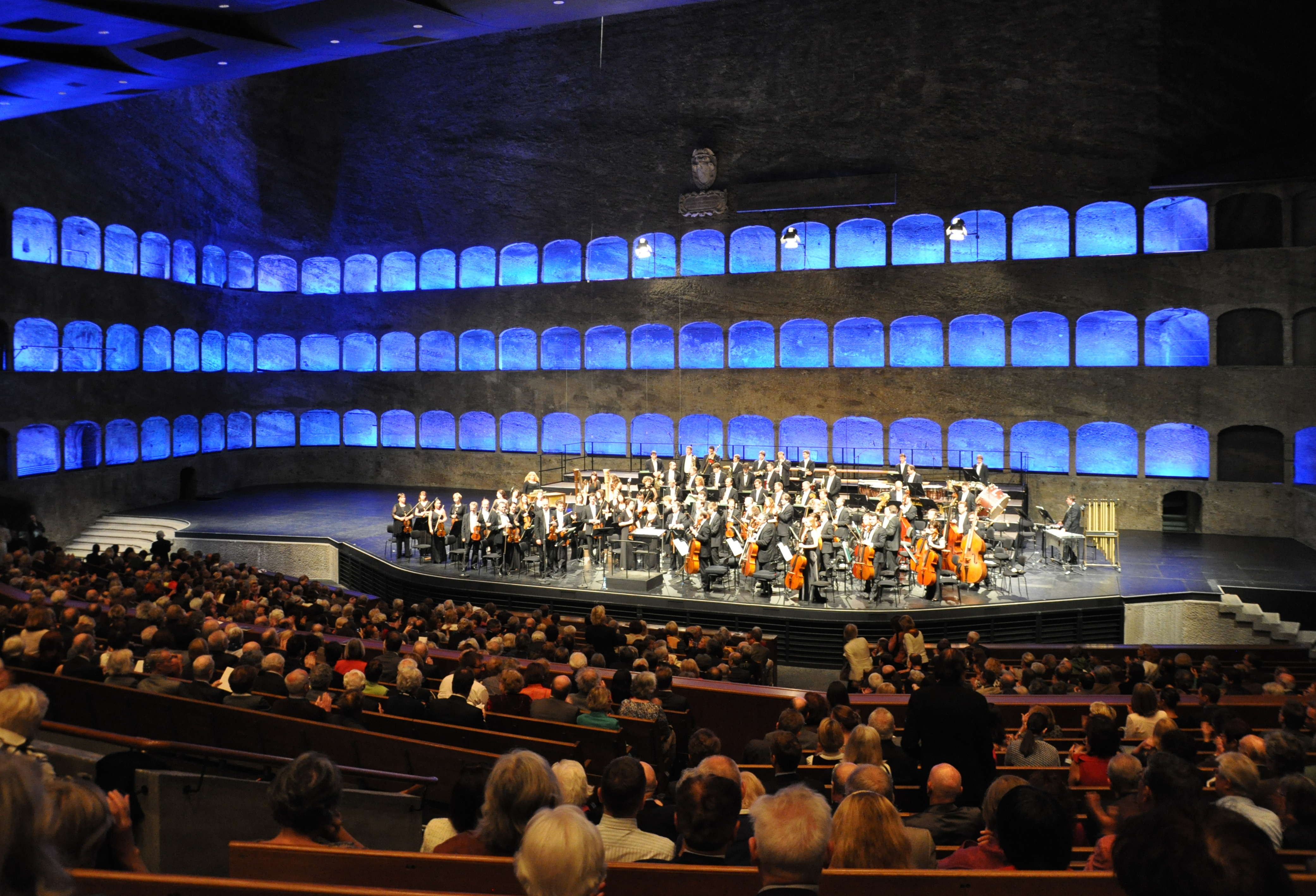
Concierto sinfónico en la Felsenreitschule en 2013

La escuela original fue mandada construir en 1693 por el Arzobispo Johann Ernst von Thun, sobre un diseño de Johann Bernhard Fischer von Erlach, en el lugar de la cantera de conglomerado del que se extrajo la piedra para la construcción de la Catedral de Salzburgo. Se utilizó como escuela de equitación de verano del arzobispo. El público de los espectáculos ecuestres se situaba en las 96 arcadas de los tres pisos que rodeaban el patio central.
Desde 1926 se utiliza para espectáculos escénicos al aire libre en el marco de los Festivales de Salzburgo. Las antiguas arcadas para el público sirven ahora como escenario natural. El primer espectáculo representado fue El servidor de dos amos, de Carlo Goldoni, bajo la dirección de Max Reinhardt. En 1933, el arquitecto Clemens Holzmeister construyó en la Felsenreitschule un escenario múltiple para la legendaria producción de Reinhardt de la primera parte del Fausto, de Goethe que se representó en ese año.
Herbert von Karajan convirtió por primera vez la escuela en un escenario de ópera para las representaciones de Orfeo ed Euridice de Gluck en 1948. En 1949 siguió el estreno de la puesta en música por Carl Orff de la antigua tragedia griega Antígona, de Sófocles, en la traducción alemana de Friedrich Hölderlin, dirigida por Ferenc Fricsay.
Entre 1968 y 1970, la escuela sufrió una remodelación a partir de un proyecto de Holzmeister, y se reinauguró con el Fidelio de Beethoven dirigido por Karl Böhm.
El escenario tiene 40 metros de ancho, con un subterráneo de 4 metros de profundidad. Se renovó la tribuna de espectadores, instalando debajo de ella un almacén de decorados. El escenario está protegido por un tejado traslúcido, que sirve para amortiguar el sonido, y que se puede abrir para dejar totalmente al descubierto el techo del escenario. El auditorio tiene capacidad para 1.412 espectadores sentados y 25 de pie.
La Felsenreitschule, que forma parte del complejo teatral de los teatros del Festival, comparte su entrada con el Pequeño Teatro de los Festivales, actualmente rebautizado como Haus für Mozart, a través del Foyer, decorado con los frescos de Anton Faistauer, y dispone, como cafetería y sala de descanso, de la conocida como Karl Böhm Saal, que fue originalmente la sala de equitación de invierno.